# Simulium sandyi
Simulium sandyi är en tvåvingeart som beskrevs av Coscaron, Ibanez-bernal och Coscaron-arias 1999. Simulium sandyi ingår i släktet Simulium och familjen knott. Inga underarter finns listade i Catalogue of Life.